# 3496 Arieso
A 3496 Arieso (ideiglenes jelöléssel 1977 RC) egy marsközeli kisbolygó. Hans-Emil Schuster fedezte fel 1977. szeptember 5-én.